# Stuorrajekna
Le Stuorrajekna est par sa superficie le plus grand glacier de Suède avec 13 km2. Il est situé dans le massif de Sulitjelma au sud-ouest du parc national de Padjelanta, et il est prévu qu'il soit inclus dans le parc. Le glacier fait d'ores et déjà partie du site du patrimoine mondial : région de Laponie.